# Radregion Münsterland
Radregion Münsterland bezeichnet ein touristisches Radverkehrsnetz mit einer Streckenlänge von über 4.500 km und einer Streckenführung überwiegend abseits des Straßenlärms. Viele der Radwege führen über die sogenannten Pättkes – ruhige landwirtschaftliche Wege. Der Münsterland e. V. Tourismus nennt das ausgeschilderte Netz wabenförmig. Die Randlinie einer Wabe bildet eine Rundtour von 10 bis 30 km Länge, die natürlich auch mit den Randlinien der benachbarten Waben kombiniert werden kann. Die Radwege verlaufen jeweils auf den Wabengrenzen. Die Nummern der benachbarten Waben ergeben somit die Nummer des Radweges. So hat der Radweg zwischen Wabe 29 und 31 die Nummer 29|31. Bestimmte zusammengefügte Wabenrandlinien bilden Teile der Radfernwege bzw. so genannter Themenrouten wie Europaradweg R1, 100-Schlösser-Route, EmsAuenWeg, Römerroute, Dortmund-Ems-Kanal-Route und Friedensroute. Jede der Zahlen 1 bis 199 bezeichnet eine Wabe und diese Zahlen finden sich auch auf den Radwegweisern wieder. Über 3.000 Wegweiser mit Kilometerangaben zu den Fern- und Nahzielen sowie mehr als 15.000 Zwischenwegweiser leiten den Gast sicher durch das Münsterland. In die Wegweiser sind zudem die Symbole der Themenradwege integriert. So kommt das Münsterland auf mehr als 200 Rundkurse, die beliebig miteinander kombiniert werden können.
Über eine Servicenummer können Radfahrer direkt von ihrem Standort aus Schäden oder fehlende Beschilderungen an den Landesbetrieb Straßenbau NRW melden. Das Münsterland war die erste Region in Nordrhein-Westfalen, die eine vollständige Beschilderung ihrer Radwege einführte. Entgegen der üblichen Wegweisung als kürzeste Strecke zwischen zwei Punkten, berücksichtigt die Wegweisung im Münsterland auch touristische Sehenswürdigkeiten.
Neben der Ausschilderung in der Natur gibt es zu zahlreichen Themenrouten spezielles Kartenmaterial und Planungskarten sowie GPS-Daten.
Themenrouten in der Radregion Münsterland

## Radrouten

### Regionale Radrouten
Die regionalen Radrouten führen in der Regel nur durch das Gebiet des Münsterlandes. Trotzdem haben einige Radrouten eine erstaunliche Länge. Die 100 Schlösser Route erreicht auf ihren vier Rundkursen eine Gesamtlänge von 960 km.
Die regionalen Radtouren haben jeweils unterschiedliche Themenschwerpunkte. Sie sind über Sonderzeichen ausgeschildert und benutzen zum größten Teil das offizielle Radwegenetz. Dadurch ergeben sich interessante Kombinationsmöglichkeiten.
- 100 Schlösser Route
- Historische Stadtkerne
- Baumberger Sandsteinroute
- Burg- und Schlosstour
- RadBahn Münsterland
- Naturpark Hohe Mark Route
- Kultour-Parcours
- Sagenroute
- Radwanderroute Westmünsterland

### Flussradwege
- Dortmund-Ems-Kanal-Route
- EmsRadweg
- Bocholter Aa Radweg
- Werse Rad Weg
- Vechtetalroute
- Aa-Vechte-Tour

### Grenzüberschreitende Radwege
Die grenzüberschreitenden Radwege im Münsterland führen alle vom Westmünsterland in die Niederlande, wo sie in das niederländische Radverkehrsnetz integriert sind. Zur besseren Verknüpfung der Radwege gibt es entlang der Grenze sechs Touristische Orientierungspunkte. Hier gibt es neben einem Parkplatz für Autos Informationstafeln mit Karten und Beschreibungen der Radwege.
- agri-cultura Erlebnisroute
- Vechtetalroute
- Flamingoroute
- Schmugglerroute

### Fernradwege
- Emsradweg
- Europaradweg R1
- Friedensroute
- Fußballroute NRW
- Römer-Lippe-Route
- Landesgartenschau-Route